# Saint-Léger-de-Peyre
Saint-Léger-de-Peyre este o comună în departamentul Lozère din sudul Franței. În 2009 avea o populație de 174 de locuitori.

## Evoluția populației
| An        | 1975 | 1982 | 1990 | 1999 | 2006 | 2009 |
| --------- | ---- | ---- | ---- | ---- | ---- | ---- |
| Populație | 225  | 187  | 172  | 176  | 176  | 174  |